# Mi querida señorita
Pour plus de détails, voir Fiche technique et Distribution.
Mi querida señorita est un film espagnol réalisé par Jaime de Armiñán, sorti en 1972. Drame romantique sur le thème de l'intersexualité, c'est aussi le premier film espagnol qui traite de l'orientation sexuelle, qui était un sujet tabou en Espagne sous le régime de Franco. Ce film traite avec une certaine délicatesse d’un thème particulièrement compliqué pour l’époque et fait ressortir les barrières sociales auxquelles se heurtaient les femmes. Le film ne précise pas s'il s'agit de transsexualité ou d'ambiguïté sexuelle, mais pose en tout cas une question sur les difficultés qu'une personne qui a été éduquée et a vécu en tant que femme pendant 40 ans pourrait avoir à s'adapter aux rôles masculins.

## Synopsis
Adela Castro, une vieille fille de province d'une quarantaine d'années, vit seule avec son assistante Isabelita et exerce occasionnellement des travaux de couture. D'un physique disgracieux et plutôt attirée par les personnes de son sexe, Adela doute profondément de sa féminité. Un jour, pourtant, un employé de banque, veuf, la demande en mariage. Sur les conseils d'un curé, elle visite un médecin qui lui révèle ce qu'elle soupçonne depuis toujours : elle est, en réalité, un homme. Elle doit donc quitter la ville où elle vit, changer d'identité et commencer une nouvelle existence à Madrid pour vivre comme un homme. Devenu Juan, les problèmes commencent...   

## Fiche technique
- Titre : Mi querida señorita (en français : Ma chère mademoiselle)
- Réalisation : Jaime de Armiñán
- Scénario : Jaime de Armiñán et José Luis Borau
- Production : Luis Megino pour Impala/En-Cine
- Musique : Rafael Ferro
- Directeur de la photographie : Luis Cuadrado
- Montage : Ana Romero Marchent
- Format : Eastmancolor, 35 mm
- Pays de production :  Espagne
- Durée : 80 minutes
- Date de sortie :  17 février 1972 en Espagne

## Distribution
- José Luis López Vázquez : Adela Castro Molina / Juan
- Julieta Serrano : Isabelita
- Antonio Ferrandis : Santiago
- Enrique Ávila : Padre José María
- Lola Gaos : Tía Chus, patronne de la pension
- Chus Lampreave : la nièce de Chus
- Mónica Randall : Féli

## Commentaires
Avec Mi querida señorita le thème de la transidentité fit, pour la première fois, son apparition dans le cinéma espagnol. Le film dut affronter, comme on le devine, les velléités de la censure franquiste : Jaime de Armiñán et José Luis Borau n'obtinrent l'autorisation de tournage qu'après avoir mis au point une sixième version du scénario. 
José Luis López Vázquez, comique populaire des années cinquante et soixante, confirma, avec ce film, son changement de registre. Son interprétation d'une délicate sobriété se situe aux antipodes du « maniérisme hilarant d'Alfredo Landa dans son double rôle de macho et d'homosexuel dans No desearás al vecino del quinto (Tu ne désireras point le voisin du cinquième), l'un des meilleurs succès au box-office espagnol et sorti deux ans plus tôt. »
Armiñan a décidé de doubler la voix d'Adela, en remplaçant celle de López Vázquez par celle de l'actrice de doublage  Irene Guerrero de Luna, un geste simple avec lequel elle a donné de la crédibilité au personnage et a évité toute trace de comédie. Je ne montrais pas un travesti, je montrais une femme et avec elle reflétait la répression de la société machiste et l'hypocrisie. Une  dimension dramatique  qui est aidée par la bande originale composée de morceaux de Chopin et qui donne au film une énorme délicatesse et sobriété.
« La fin de Mi querida señorita [...] est aussi transgressive que la dernière séquence de Certains l'aiment chaud de Billy Wilder », estime Violeta Kovacsics. Dans le film de Jaime de Armiñán, Isabelita (Julieta Serrano) reconnaît qu'elle avait toujours su que Juan et Adela (José Luis López Vázquez) qu'elle aime ne sont qu'une seule et même personne.

## Distinction
- Nommé pour l'Oscar du meilleur film en langue étrangère à la 45e cérémonie des Oscars